# Carposina charaxias
Carposina charaxias is een vlinder uit de familie van de Carposinidae. De wetenschappelijke naam van de soort is voor het eerst geldig gepubliceerd in 1891 door Meyrick.